# Волчья собака Сарлоса
Во́лчья соба́ка Са́рлоса (нидерл. Saarlooswolfhond) — порода служебных собак, полученная Ландером Сарлосом (1884—1969) путём скрещивания немецкой овчарки с волком.

## История породы
Первый помёт от волчицы Флеры и кобеля немецкой овчарки — Герард-Ван-Франсенум был получен в 1925 году. Для продолжения селекционной работы из помёта были отобраны самые крепкие и выносливые собаки. Вторично кровь волка была использована в 1962 году (волчица Флер-II), и снова из помёта были выбраны самые лучшие щенки. Отбор щенков производился в восьмимесячном возрасте, когда у них проявлялся нрав и характер. В этих опытах были достигнуты значительные успехи.
После смерти Сарлоса в 1969 году его жена и дочь продолжили эксперименты. И после шестилетней работы Голландский клуб собаководов признал новую породу, которая в 1981 году зарегистрирована в FCI под названием Волчья собака Сарлоса (Saarloos Wolfhond).
Волчьи собаки Сарлоса используются в Голландии и других странах Европы в качестве поводырей слепых, для спасения утопающих, попавших в завалы и в других экстремальных ситуациях. Но преобладание у представителей породы волчьих инстинктов ограничивает её применение в качестве служебных.

## Характер
Волчьи собаки Сарлоса живут по закону стаи и хозяина признают вожаком, без какой-либо специальной дрессировки. Им свойственна независимость и в то же время — привязанность к хозяину. Эти собаки, как и волк, инстинктивно держатся на безопасном расстоянии от человека или животного, способного причинить им вред, и всегда готовы отступить в случае возникновения непосредственной угрозы. Они не набрасываются на человека без причины, просто от испуга. Волчьи собаки могут резко менять своё поведение в зависимости от ситуации — от спокойного, безразличного до внезапно агрессивного. Волчьи собаки не лают, а лишь иногда подвывают по-волчьи. И хотя они считаются служебными собаками, у них отлично развит охотничий инстинкт, и они могут, как и волки, охотиться стаей. Причём преследуют зверя не только «по зрячему», но и гонят, используя обоняние.

## Стандарт породы

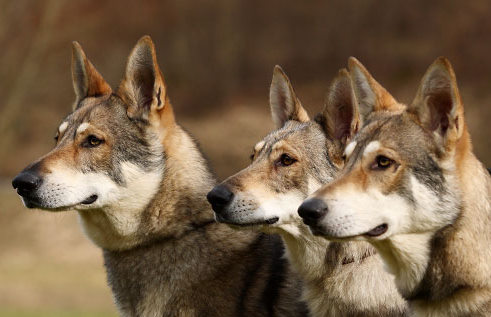

- Движение: типичные для волка — лёгкие, широкие; незаметно переходит с одного аллюра на другой.
- Рост и вес: высота в холке — кобелей — 65—75 см, сук — 60—70 см; вес — 36—42 кг.
- Телосложение: пропорциональное. Длина туловища чуть превышает высоту в холке.
- Голова: близка к форме головы волка, череп в области лба широк и чуть закруглён в сторону ушей, по направлению к глазам сужается, образуя нос; скулы плоские, затылочный бугор не выделяется; длина темени и морды одинаковые; мочка широкая и крупная, может быть чёрного или коричневого цвета; губы плотно прилегающие, сухие, зубы острые, в полном наборе, мощные.
- Глаза: средние, миндалевидной формы, жёлтого цвета.
- Уши: стоячие, плотные, средней величины, широкие у основания, направленные несколько в стороны, покрыты густой шерстью.
- Шея: сухая, сильная.
- Туловище: грудная клетка — широкая, не должна спускаться ниже локтей; спина прямая и крепкая, поясница мускулистая, круп слегка наклонный.
- Конечности: передние конечности стройные, лапы чуть развёрнуты в сторону; скакательные суставы чуть сближены; лапы овальной формы, в комке, со слегка изогнутыми пальцами и прочными подушечками.
- Хвост: низко посажен, в спокойном состоянии — саблевидной формы, в движении поднимается выше, но не должен быть слишком подвижным.
- Шерстяной покров: плотный мягкий подшёрсток и жёсткий остевой волос, плотно прилегающий, прямой.
- Окрас: волчий, тёмно-серый или коричневатый.